# Charly Gaul

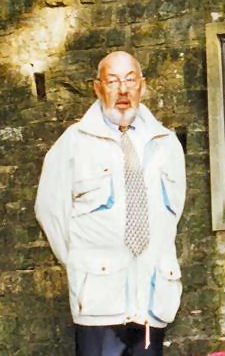
Charly Gaul, 1998

Charly Gaul (* 8. Dezember 1932 in Luxemburg-Pfaffenthal; † 6. Dezember 2005 in Luxemburg) war einer der erfolgreichsten Radrennfahrer Luxemburgs. Er gewann die Tour de France 1958.

## Radsportlaufbahn
Im Jahr 1949 begann Gaul mit dem Radsport. 1950 siegte er im Grand Prix Général Patton. Seine Qualitäten als starker Bergfahrer stellte er bereits als Amateur unter Beweis. Bei der Österreich-Rundfahrt 1951 und 1952 wurde er Großglocknerkönig, d. h. er überquerte den Großglockner auf der Etappe als Erster.  In seiner Heimat gewann er 1951 und 1953 das Etappenrennen Flèche du Sud.
Die Profikarriere des „Engel der Berge“ genannten Bergspezialisten dauerte von 1953 bis 1965. Neben seinem Sieg bei der Tour de France 1958 erreichte Gaul 1955 und 1961 zwei dritte Plätze bei dieser Grand Tour. 1955 und 1956 gewann er außerdem die Bergwertung. In der Tour de France 1959 gewann er die Sonderwertung Souvenir Henri Desgrange. 1956 und 1959 siegte Gaul beim Giro d’Italia. Insgesamt erzielte er zehn Etappensiege bei der Tour de France und elf Etappensiege beim Giro d’Italia. 1958 gewann er das Bergzeitfahren am Mont Faron.
Bei den UCI-Straßen-Weltmeisterschaften 1954 belegte er Rang drei. Viermal wurde er zum „Sportler des Jahres“ in Luxemburg gewählt. Im Jahr 1999 wählte ihn die luxemburgische Sportpresse zum Sportler des Jahrhunderts.

## Nach dem Sport
Nach seinem Rücktritt eröffnete Gaul eine Bar in der Nähe des Hauptbahnhofs von Luxemburg. Nach sechs Monaten jedoch verließ er Bar und Ehefrau und zog sich in die Wälder des Öslings zurück. Dort lebte er zwei Jahrzehnte lang wie ein Eremit ohne Strom und fließendes Wasser, in einer Hütte angefüllt mit christlichen Symbolen. Nach 20 Jahren kehrte er nach Luxemburg zurück, heiratete ein zweites Mal und wurde Vater einer Tochter. Er gab niemals eine öffentliche Erklärung für seinen vorherigen Rückzug ab.
Zwei Tage vor seinem 73. Geburtstag verstarb Charly Gaul an einer Lungenembolie in der Zitha-Klinik in Luxemburg-Stadt. Kurz zuvor war er nach einem Sturz in seinem Haus in Itzig dort eingeliefert worden.

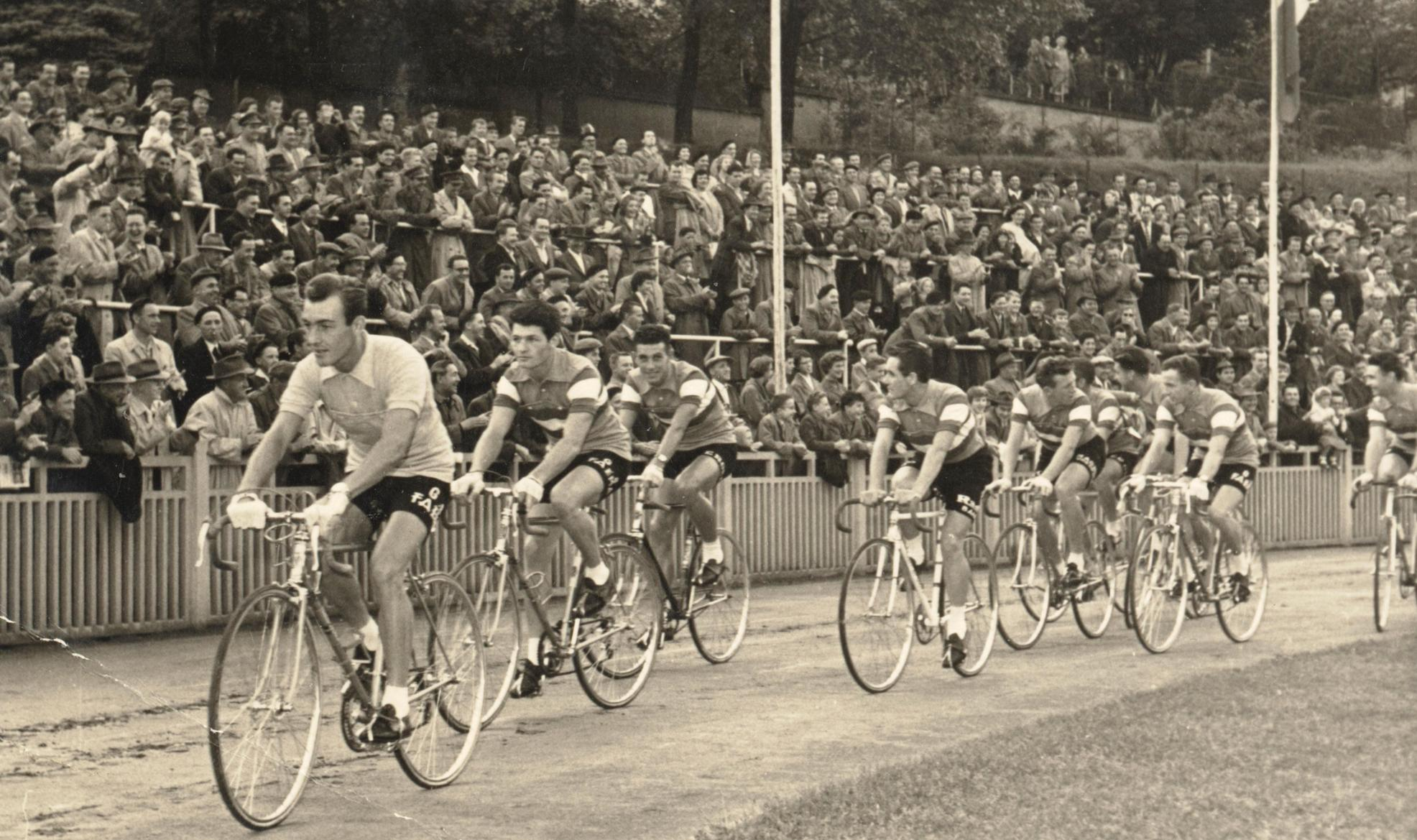
Die Nelux Mannschaft 1958 im Stadion, Gaul vorne

## Erfolge (Auswahl)
1954
- Circuit des six Provinces
- Weltmeisterschaft
- Luxemburgische Meisterschaft Querfeldeinrennen

1955
- Tour du Sud-Est

1956
- Luxemburgische Meisterschaft
- Gesamtwertung Tour du Luxembourg
- Gesamtwertung Giro d’Italia

1957
- Luxemburgische Meisterschaft

1958
- Gesamtwertung Tour de France

1959;
- Gesamtwertung Giro d’Italia
- Gesamtwertung Tour du Luxembourg
- Luxemburgische Meisterschaft

1960
- Luxemburgische Meisterschaft

1961
- Gesamtwertung Tour du Luxembourg
- Luxemburgische Meisterschaft

1962
- Luxemburgische Meisterschaft
- Luxemburgische Meisterschaft Querfeldeinrennen